# زیونویل (کارولینای شمالی)
زیونویل (به انگلیسی: Zionville) یک منطقهٔ مسکونی در ایالات متحده آمریکا است که در شهرستان واتاگا، کارولینای شمالی واقع شده‌است. زیونویل ۹۷۸ متر بالاتر از سطح دریا واقع شده‌است.